# Eastleigh
Eastleigh är en stad och civil parish (benämnd Eastleigh Town) i grevskapet Hampshire i södra England. Staden är huvudort i distriktet med samma namn och ligger mellan städerna Southampton och Winchester. Tätorten (built-up area) hade 48 350 invånare vid folkräkningen år 2021. Eastleigh nämndes i Domedagsboken (Domesday Book) år 1086, och kallades då Estleie.
Civil parishen inrättades den 1 april 2021 under namnet Eastleigh Town.